# Sportivo Trinidense
Club Sportivo Trinidense jest paragwajskim klubem piłkarskim z siedzibą w mieście Asunción, w dzielnicy Santísima Trinidad.

## Osiągnięcia
- Mistrz drugiej ligi (Segunda división paraguaya): 2009
- Mistrz trzeciej ligi (Primera de Ascenso) (4): 1982, 1987, 1990, 2002

## Historia
Klub założony został 11 sierpnia 1935 i gra obecnie w drugiej lidze paragwajskiej (Segunda división paraguaya). W roku 2002 oddano do użytku stadion klubu Estadio Martín Torres, zwany popularnie "La Bombonera".